# Александар Стојановић (фудбалер)
Александар „Дика” Стојановић (19. јун 1954, Крагујевац) бивши је југословенски фудбалер који је играо на позицији голмана.

## Каријера
Фудбалску каријеру започео у крагујевачком Радничком. За репрезентацију Југославије је одиграо 2 утакмице. За Црвену звезду је бранио на 143 првенствене утакмице. Са Црвеном звездом је освојио три титуле првака државе: 1977, 1980. и 1981. године, и једном куп 1982.
По завршетку каријере радио је у београдској Црвеној звезди као тренер голмана у време Славољуба Муслина. У Муслиновом штабу био је и у Локомотиви из Москве.